# Tmarus vexillifer
Tmarus vexillifer là một loài nhện trong họ Thomisidae.
Loài này thuộc chi Tmarus. Tmarus vexillifer được Arthur Gardiner Butler miêu tả năm 1876.

## Hình ảnh

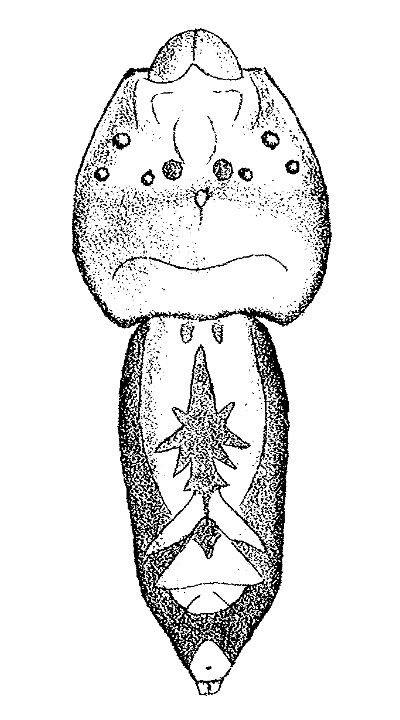